# Jatun Mayu (Tomás Frías)
Jatun Mayu (quechua jatun stor, mayu flod) är ett vattendrag i Bolivia.   Det ligger i departementet Potosí, i den centrala delen av landet, 60 km väster om huvudstaden Sucre.